# Джонстон, Джанет
Джа́нет Джо́нстон (англ. Jeanette Johnston; род. март 1945, Фолкерк, Стерлингшир) — шотландская кёрлингистка и спортивный функционер.
В составе женской сборной Шотландии бронзовый призёр чемпионата мира 1979, серебряный и бронзовый призёр чемпионатов Европы. Чемпионка Шотландии среди женщин (1979). В составе женской сборной ветеранов Шотландии чемпионата мира среди ветеранов 2005.
Играла в основном на позиции второго.
В 2003—2004 была президентом женского сообщества в рамках Ассоциации кёрлинга Шотландии (англ. President of Ladies Branch of Scottish Curling Association).
В 2019 была техническим делегатом Международной федерации университетского спорта на соревнованиях по кёрлингу в рамках зимней Универсиады 2019.

## Достижения
- Чемпионат мира по кёрлингу среди женщин: бронза (1979).
- Чемпионат Европы по кёрлингу: серебро (1985), бронза (1979).
- Чемпионат Шотландии по кёрлингу среди женщин: золото (1979).
- Чемпионат мира по кёрлингу среди ветеранов: золото (2005).

## Команды
| Сезон   | Четвёртый       | Третий          | Второй          | Первый           | Запасной           | Тренер       | Турниры  |
| ------- | --------------- | --------------- | --------------- | ---------------- | ------------------ | ------------ | -------- |
| 1978—79 | Бет Линдсей     | Энн Маккеллар   | Джанет Джонстон | Мэй Тейлор       |                    |              | ЧМ 1979  |
| 1979—80 | Бет Линдсей     | Энн Маккеллар   | Джанет Джонстон | Мэй Тейлор       |                    |              | ЧЕ 1979  |
| 1985—86 | Джанет Джонстон | Catherine Dodds | Marjorie Kidd   | Ella Gallanders  |                    |              | ЧЕ 1985  |
| 2004—05 | Carolyn Morris  | Pat Lockhart    | Джанет Джонстон | Linda Lesperance | Catherine Edington | Trudie Milne | ЧМВ 2005 |

(скипы выделены полужирным шрифтом)